# Escola Secundária de Vergílio Ferreira
A Escola Secundária de Vergílio Ferreira é um estabelecimento de ensino do 3.º ciclo do Ensino Básico e Ensino Secundário localizada em Carnide, Lisboa.

## História
A Escola Secundária de Carnide foi criada a 1 de Outubro de 1983 (Portaria 907/83 de 1 de Outubro), atendendo à necessidade de “um progressivo alargamento das estruturas físicas de acolhimento dos contingentes escolares” e “da rede escolar”. Esta decisão ocorreu no seguimento da criação do Programa Especial de Execução de Escolas Preparatórias e Secundárias (Decreto-lei 76/80, de 15 de Abril).
O estabelecimento iniciou funções no ano lectivo de 1983/84, inicialmente apenas com 36 turmas do 3.º ciclo do Ensino Básico. Teve Fernando Freitas como Presidente da Comissão Instaladora e, logo no ano seguinte, criou-se a Associação de Pais e Encarregados de Educação (Diário da República, III Série, n.º 199, 28/8/1984).
A escola continha cinco pavilhões, seguindo-se a estrutura arquitectónica normalizada de “Liceu-Tipo”, aplicada a nível nacional e resultante do trabalho da Arq.ª Maria do Carmo Matos e do Eng.° Victor Quadros Martins ao longo das décadas de 1960 e 70. O espaço foi ampliado em 1986, ocorrendo a construção de mais três blocos com salas de aula.
A designação actual da escola — Escola Secundária de Vergílio Ferreira (ESVF) — foi-lhe atribuída em 1993, passando o dia da escola a ser comemorado no dia de aniversário do escritor, a 28 de Janeiro.
Em 1995, foi acrescentado mais um bloco à ESVF, no seguimento do aumento de carga curricular no 12.º ano. O logótipo inicial foi criado em 1997. Construiu-se o pavilhão gimnodesportivo em 1999 e, em 2002, recuperou-se um edifício do antigo convento da Quinta dos Inglesinhos como Centro de Recursos Educativos onde funcionam hoje um auditório e projectos como o Clube de Ciência Viva.

### Renovação
A ESVF foi seleccionada para requalificação em 2007, no âmbito do Programa de Modernização do Parque Escolar, que pretendia “recuperar e modernizar os edifícios”, “abrir a escola à comunidade” e “criar um sistema eficiente e eficaz de gestão dos edifícios”, promovendo “uma cultura de aprendizagem” e a utilização dos espaços “pela comunidade” fora do horário escolar.
Assim, entre 2009 e 2011, levaram-se a cabo extensas obras de reabilitação e reconstrução da escola pela Parque Escolar, EPE. O projecto de arquitectura do Atelier Central Arquitectos, liderado por José Martinez Silva, foi galardoado com o Prémio Valmor e Municipal de Arquitectura em 2011, conjuntamente com a ES Rainha Dona Leonor (em Alvalade), do Atelier dos Remédios.
O projecto propunha criar toda uma “nova imagem e identidade” para a ES Vergílio Ferreira, que era anteriormente um “conjunto de construções padronizadas e descaracterizadas, dispersas pelo terreno”.
Os edifícios anteriores foram remodelados, adaptados ou ampliados à imagem de um ideal de simplicidade — alterou-se a proporção das janelas, simplificou-se o traçado das paredes exteriores e removeram-se saliências, arestas e recuos.
A Sul, junto à entrada da escola, criou-se um novo edifício — um “volume pesado” em betão aparente com o intuito de “fechar a Escola” e de proteger os alunos e, relação aos edifícios envolventes. Este bloco tem janelas longas junto ao chão, paredes brancas e um pé-direito muito alto.
Este volume, adjacente aos blocos A (bloco administrativo) e B (biblioteca), é referido pelo Atelier Central da seguinte maneira: “Um ponto de partida e de chegada da complexa rede de percursos moleculares. Um ADN que liga os vários edifícios existentes, implantados no terreno a diferentes cotas”.

Outra marca da intervenção na escola foi a criação de uma rede de passagens entre os diversos blocos. Estas estruturas são constituídas por “pesadas lajes de betão com cofragem metálica permanente” suportadas por perfis de aço pintado de negro, e são percorridas por “uma grelha vertical de perfis de alumínio dourado”. A escolha dos materiais ou das formas é assim justificada pelo Atelier Central:
A textura, cor e forma naturais dos materiais, juntamente com a repetição regular dos perfis de alumínio, criam cenários variados, um certo movimento ao caminhar e perspectivas surpreendentes, mesmo quando observados do exterior. A luz solar reflectida, os brilhos dourados, rasgam o ambiente envolvente, proporcionando uma sensação de calor e tranquilidade. A forma rectangular e a reduzida distância entre os perfis geram sombras distintas e interessantes ao longo do dia. As pessoas que caminham são vistas como píxeis escuros em movimento num ambiente dourado. Listras de sombra projectam-se por todo os pátios e restantes construções.

#### Arquitectura paisagista
O projecto de arquitectura paisagista enfrentou vários desafios, como a integração de acessos, a preservação de elementos históricos e vegetação existente, a manutenção de taludes e a criação de espaços de lazer. Entre as intervenções realizadas, destacam-se o aumento das zonas arborizadas e a instalação de duas barreiras verdes nas extremidades Este e Oeste do terreno.
Apesar dos esforços de preservação, poucas árvores originais subsistiram. Entre as remanescentes, salientam-se a paineira, a tipuana e uma fileira de mais de 30 oliveiras centenárias, provavelmente da antiga Quinta dos Inglesinhos. Também foi construída uma horta, dinamizada pelo Professor Ernesto Anjos e, mais tarde, recuperada por alunos no âmbito do Clube Ciência Viva na Escola.

## Agrupamento de Escolas Vergílio Ferreira
Como consequência do processo de reorganização da rede escolar ocorrido em Junho de 2012, o Agrupamento de Escolas Vergílio Ferreira (AEVF) foi criado em Novembro de 2014, com a junção da ESVF ao Agrupamento de Escolas de Telheiras. Em Abril de 2013, juntou-se a esta unidade orgânica o antigo Agrupamento de Escolas de São Vicente/Telheiras. Assim, actualmente, o AEVF comporta dez escolas:
- Jardim de Infância de Telheiras (pré-escolar)
- Jardim de Infância da Horta Nova (pré-escolar)
- Escola Básica do Lumiar (pré-escolar e 1.º ciclo)
- Escola Básica D. Luís da Cunha (pré-escolar e 1.º ciclo)
- Escola Básica Luz-Carnide (pré-escolar e 1.º ciclo)
- Escola Básica n.º 1 de Telheiras (1.º ciclo)
- Escola Básica Prista Monteiro (pré-escolar e 1.º ciclo)
- Escola Básica de Telheiras (2.º ciclo e 3.º ciclo)
- Escola Básica de S. Vicente (pré-escolar, 1.º ciclo, 2.º ciclo e 3.º ciclo)
- Escola Secundária de Vergílio Ferreira (sede administrativa, 3.º ciclo e secundário)[9]

O actual logotipo do agrupamento foi concebido na altura da sua fundação por alunos do curso científico-humanístico de Artes da ESVF, sob a orientação das professora Isabel Trindade e Graça Vale.